# Poi d'Estanho
El Poi d'Estanho es una montaña de los Pirineos de 2390 metros, situada en las comarca del Valle de Arán (provincia de Lérida).